# Dragan Bender
Dragan Bender (Čapljina, 17 novembre 1997) è un cestista croato con cittadinanza bosniaca, di ruolo ala grande o centro, professionista nella NBA e in Europa.

## Biografia
Nato a Čapljina in Bosnia-Erzegovina e cresciuto in Croazia, mentre cestisticamente si è formato nell'accademia dell'ex cestista (oltre che connazionale) Nikola Vujčić, in cui ha iniziato a giocare a 12 anni.

## Caratteristiche tecniche
Di ruolo ala grande, è stato paragonato a Kristaps Porziņģis (che come lui è stato una quarta scelta al Draft) ed è un buon realizzatore e passatore oltre a essere dotato di buon controllo palla.

## Carriera

### Inizi in patria
Ha esordito tra i professionisti all'età di 15 anni e mezzo con il KK Spalato nel 2013. Ha militato anche nel Kaštela.

### Israele
Nel 2014 firmò un contratto di sette anni con gli israeliani del Maccabi Tel Aviv, squadra della Ligat ha'Al e dell'Euroleague. Vi rimase fino al 2016, anno in cui vinse la Coppa d'Israele e in cui si trasferì in NBA.

### NBA (2016-2020)

#### Phoenix Suns (2016-2019)
Si rese eleggibile per il Draft NBA 2016, che si svolse al Barclays Center di Brooklyn il 23 giugno, durante il quale venne scelto come la quarta scelta assoluta dai Phoenix Suns. Bender debuttò con i Suns in NBA nella prima gara della stagione persa contro i Sacramento Kings per 113-94 il 27 ottobre 2016; in questa gara Bender giocò 12 minuti subentrando dalla panchina, segnando 10 punti con due tiri da 3 punti e due tiri da 2 punti, tenendo una media di 4-5 dal campo e riuscendo anche a raccogliere anche 2 rimbalzi. In quella gara i Suns diventarono la prima squadra nella storia dell'NBA ad avere in campo 3 giocatori che avessero meno di 20 anni: insieme a Bender (che all'epoca aveva 18 anni in quanto 19 li avrebbe compiuti quasi un mese dopo) erano in campo con la canotta dei Phoenix Suns anche Marquiss Chriss (19 anni, compiuti in luglio) e Devin Booker (19 anni all'epoca, ha compiuto 20 anni 4 giorni dopo) che non avevano 20 anni.
Insieme al compagno di squadra Devin Booker e Giannīs Antetokounmpo dei Milwaukee Bucks diventò il terzo diciottenne dal 2006 in poi ad aver segnato 10 o più punti in NBA. Segnò 10 punti anche nella sfida persa 124-121 in casa dei Portland Trail Blazers. Il 27 dicembre 2016 nella gara esterna persa dai Phoenix Suns contro gli Houston Rockets per 131-115 Bender segnò 11 punti e raccolse 13 rimbalzi, realizzando così la sua prima doppia doppia in NBA. Il 9 febbraio 2017 subì un infortunio alla caviglia sinistra che lo costrinse a stare fuori fino ad aprile. Rientrò il 2 aprile, dopo 2 mesi, nella gara interna contro gli Houston Rockets che i Suns persero per 123-116 in casa.
L'anno successivo realizzò 15 punti nella sconfitta per 100-93 contro i Los Angeles Lakers il 13 novembre 2017. Fu nuovamente protagonista il 17 dicembre 2017 nella sorprendente vittoria per 108-106 contro i Minnesota Timberwolves con 17 punti,  mentre l'8 gennaio 2018 segnò 20 punti in un altro inaspettato successo dei Suns contro gli Oklahoma City Thunder (114-100) dove lui mise a referto 6 triple (record personale). L'11 febbraio 2018 realizzò il suo record di punti segnandone 23 nella sconfitta per 123-113 contro i Denver Nuggets.

#### Milwaukee Bucks (2019-2020)
Nonostante un interessamento del CSKA Mosca nei suoi confronti, lui declinò l'offerta rimanendo in NBA accasandosi ai Milwaukee Bucks. Tuttavia, dopo avere trovato poco spazio ed essere stato relegato agli Wisconsin Herd in G-League, il 10 febbraio venne tagliato per fare spazio a Marvin Williams.

#### Golden State Warriors (2020-)
Il 23 febbraio 2020 firma un contratto di 10 giorni con i Golden State Warriors. Il 5 marzo rinnova il suo contratto per altri 10 giorni.

### Nazionale
Dopo aver rappresentato le nazionali giovanili, nel 2017 esordì con la Nazionale maggiore croata, con cui disputò anche l'Europeo giocatosi lo stesso anno in cui giocò tutte e 6 le partite della squadra, che uscì agli ottavi con una sonora sconfitta contro la Russia (nonostante una grande prestazione di Bojan Bogdanović che segnò 28 punti) a Istanbul per 101-78.

## Statistiche

### NBA

#### Stagione regolare
| Anno     | Squadra         | PG  | PT | MP   | TC%  | 3P%  | TL%  | RP  | AP  | PRP | SP  | PP  |
| -------- | --------------- | --- | -- | ---- | ---- | ---- | ---- | --- | --- | --- | --- | --- |
| 2016-17  | Phoenix Suns    | 43  | 0  | 13,3 | 35,4 | 27,7 | 36,4 | 2,4 | 0,5 | 0,2 | 0,5 | 3,4 |
| 2017-18  | Phoenix Suns    | 82  | 37 | 25,2 | 38,6 | 36,6 | 76,5 | 4,4 | 1,6 | 0,3 | 0,6 | 6,5 |
| 2018-19  | Phoenix Suns    | 46  | 27 | 18,0 | 44,7 | 21,8 | 59,3 | 4,0 | 1,2 | 0,4 | 0,5 | 5,0 |
| 2019-20  | Milwaukee Bucks | 7   | 0  | 13,0 | 47,6 | 44,4 | 66,7 | 2,9 | 1,3 | 0,0 | 0,7 | 3,7 |
| 2019-20  | G.S. Warriors   | 9   | 3  | 21,7 | 43,7 | 32,4 | 72,7 | 5,9 | 2,1 | 0,4 | 0,4 | 9,0 |
| Carriera | Carriera        | 187 | 67 | 20,1 | 39,9 | 32,3 | 65,4 | 3,9 | 1,3 | 0,3 | 0,6 | 5,4 |

#### Massimi in carriera
- Massimo di punti: 23 (2 volte)[32]
- Massimo di rimbalzi: 14 vs Golden State Warriors (8 aprile 2018)
- Massimo di assist: 8 vs Atlanta Hawks (4 marzo 2018)
- Massimo di palle rubate: 3 (2 volte)
- Massimo di stoppate: 7 vs New Orleans Pelicans (5 aprile 2019)
- Massimo di minuti giocati: 41 vs Golden State Warriors (8 aprile 2018)

## Palmarès
- Campionato israeliano: 1

Maccabi Tel Aviv: 2020-21
- Coppa di Israele: 2

Maccabi Tel Aviv: 2015-16, 2020-21
- Coppa di Lega israeliana: 2

Maccabi Tel Aviv: 2015, 2020